# Нупе

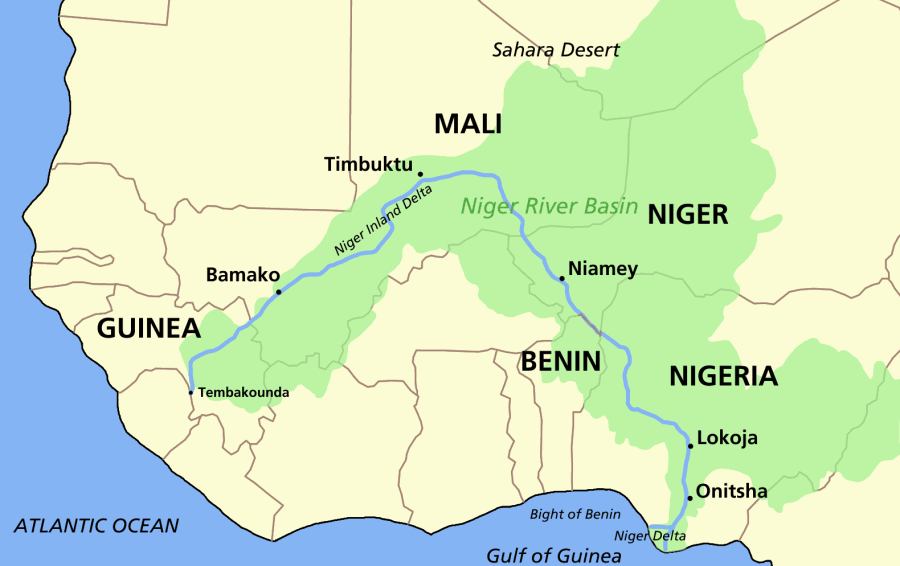
Бассейн Нигера (зелёный) на карте Западной Африки.

Нупе — исчезнувшее феодальное государство в бассейне нижнего Нигера (на севере современной Нигерии).

## История
Образовалось в XV веке. Основано легендарным Тзоеде, сыном царя Иды и дочери вождя Нку.
В середине XVIII века «царский дом» принял ислам. В конце XVIII века государство достигло наивысшего могущества, однако династические усобицы привели к разделу в 1769 году на восточную часть с центром в городе Гбара и западную часть с центром в городе Раба.
В начале XIX века вошло в халифат Сокото как суверенитет эмиров Гванду. Возникло духовное сословие, что привело к добавлению к налогам церковной десятины.
В начале 90-х годов XIX века государство находилось под властью английской Королевской Нигерской компании.
В 1901 году, вместе с эмиратами Агоме и Лапаи, вошло в состав провинции Нупе (с 1908 года провинции Нигер) английского протектората Северная Нигерия.

## Устройство государства
Центр государства, по легендам (достоверных источников не сохранилось), был вблизи впадения реки Кадуна в Нигер.
Основной чертой общественного строя в XV—XVI веках было переплетение раннефеодальных государственных институтов с формами общинно-родовых организаций.
Ускорению феодализма в XVII веке способствовало расширение использования «невольников» в сельском хозяйстве.
Были развиты земледелие и некоторые ремёсла.